# Erasinus flavibarbis
Erasinus flavibarbis là một loài nhện trong họ Salticidae.
Loài này thuộc chi Erasinus. Erasinus flavibarbis được Eugène Simon miêu tả năm 1902.